# August Malmström
Johan August Malmström, född 14 oktober 1829 i Västra Ny församling, Östergötlands län, död 18 oktober 1901 i Stockholm, var en svensk konstnär och professor vid Konstakademien 1867–1894 och dess direktör 1887–1893.
Attraherad av göticismen hämtade han med förkärlek motiv från nordisk mytologi. Han var även mycket uppskattad för sina landsbygdsmotiv med barn. Hans mest kända målning är Grindslanten, som liksom många andra av hans bilder spreds ut över Sverige via de stora familjetidskrifterna.
Han var en flitig illustratör och arbetade för flera olika tidningar och bokförlag. Han gjorde bland annat illustrationer till böckerna Frithiofs saga och Fänrik Ståls sägner.
Malmström ritade också serviser för Gustavsberg, formgav möbler och verkade som mönstertecknare.

## Biografi

### Barndom och uppväxt

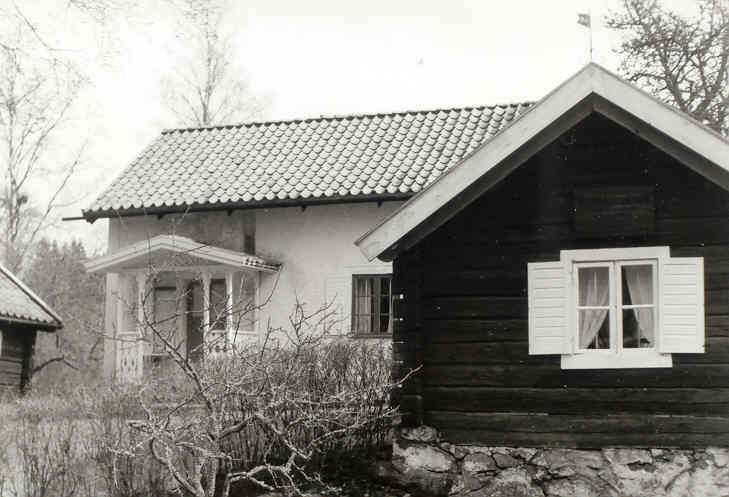
Nubbekullen är August Malmströms födelsehem, vilket anges med en minnestavla.

August Malmström föddes 1829 i torpet Nubbekullen i Västra Ny socken i nuvarande Motala kommun. Nubbekullen är idag ett hembygdsmuseum. Hans far Anders Gustaf Malmström var snickare, ornamentsbildhuggare, förgyllare och hade även ett mindre lantbruk. Han, liksom sin bror, hjälpte fadern både med lantbruket och träarbeten. Bland annat gjorde de orneringar till altartavlor och predikstolar till kyrkor. Båda föräldrarna uppmuntrade Augusts val av livsbana. Modern, som var intresserad av litteratur, väckte hans intresse för historia. Han visade tidigt intresse för teckning och målning. En skada på höger arm då han bröt den ur led och den sedan inte läkte helt rätt, gjorde att han befriades från tyngre arbeten och August fick ännu mer tid till konsten. I tonåren var han så skicklig att han kunde bidra till familjens försörjning, han gjorde och sålde så kallade minnestavlor – färglagda bilder som gavs bort på födelsedagar och namnsdagar. August Malmströms föräldrar insåg hans talang och sålde sin enda dragoxe för att finansiera studier i Stockholm.

### Vid konstakademien

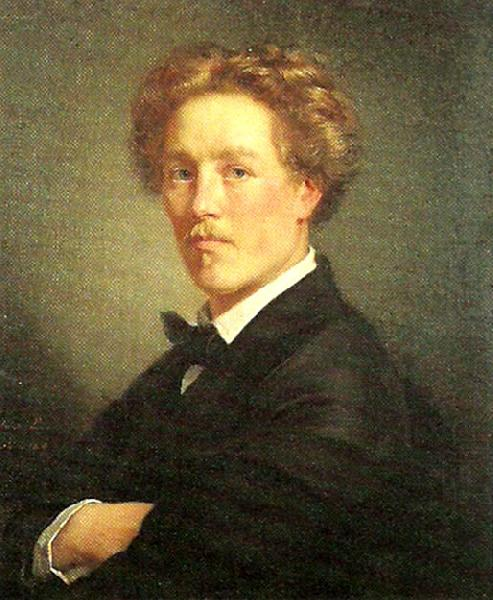
Porträtt av August Malmström som ung, signerad i Paris 1859 av Wilhelmina Lagerholm (1826–1912).

Malmström kom till Stockholm med 27 riksdaler på fickan och ansökte om inträde vid Konstakademien. Det var först med den äldre målaren Nils Anderssons hjälp som han lyckades bli antagen och så den 3 november 1849 inskrevs han i akademiens principskola. Redan från början uppmärksammades hans begåvning och studietiden var kantad med belöningar av olika slag. Akademien hade årliga målningstävlingar med givna teman, Malmström var kanske den flitigaste deltagaren i dem. Vid 1855 års tävling "Konung Gustaf II Adolfs lifsfara i träffningen vid Wittsjö" var han enda eleven som inkom med ett bidrag. Dock ansåg man hans verk icke "vara af beskaffemhet att kunna belönas". Ett växande problem akademien hade var att allt fler elever lämnade akademien för studier i Düsseldorf (Se Düsseldorfskolan). Även Malmström följde denna trend och begav sig dit 1856. Han ansåg att akademiens undervisning var otillräcklig och samtidigt hade hans ekonomiska situation gradvis förbättrats. Förutom stipendier och tavelförsäljningar så hade han även fått inkomster via porträttbeställningar och restaureringsuppdrag.

### Düsseldorf 1856–1857

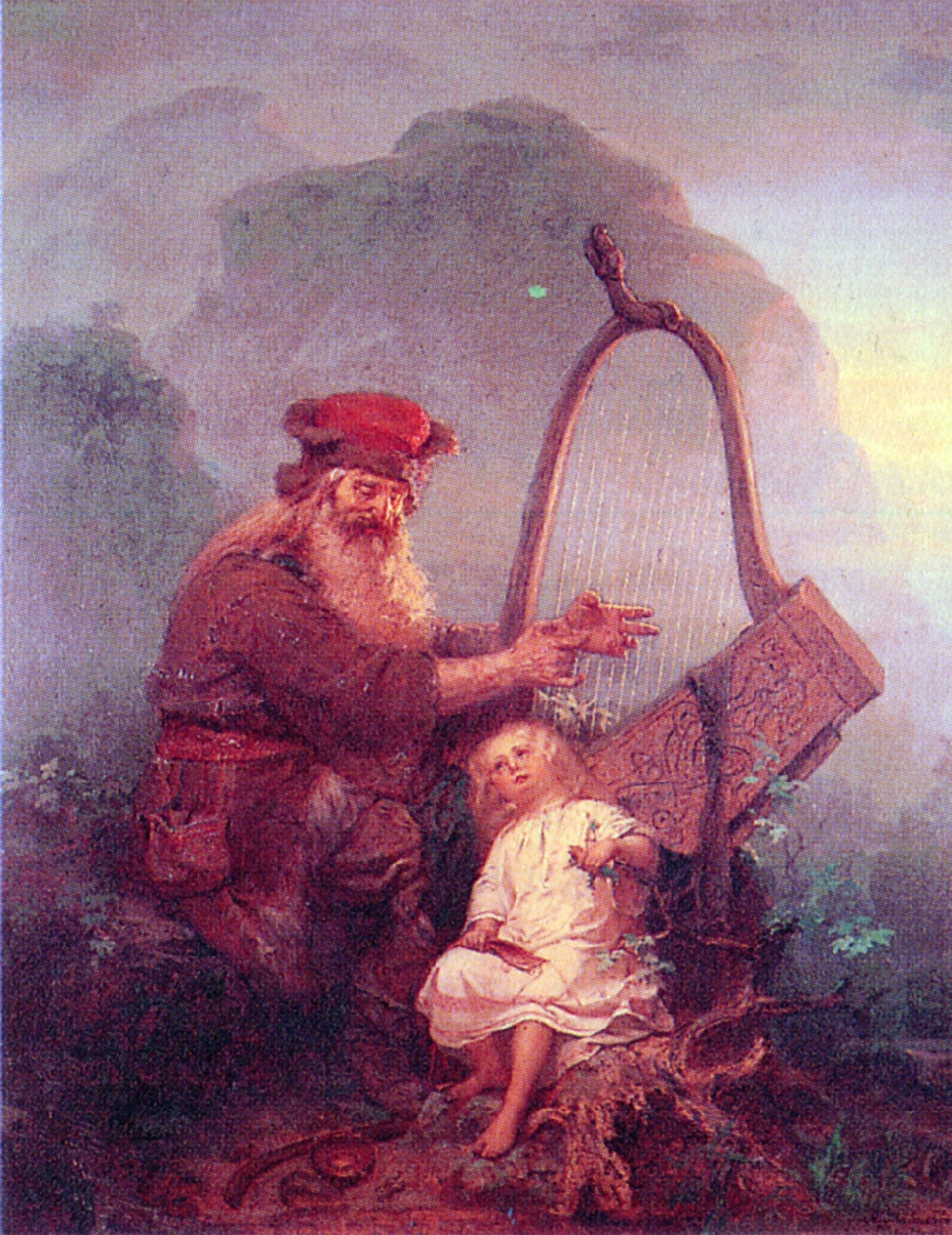
Kung Heimer och Aslög (1856), målningen som blev August Malmströms första större framgång och gav honom Kungliga medaljen och resestipendium.

Det finns inga belägg för att Malmström deltog i någon undervisning i staden, troligen bedrev han studier på egen hand. Redan under hösten 1856 skickade han hem sin första målning från Düsseldorf "Kung Heimer och Aslög", och våren 1857 skickade han sedan hem "Ragnar Lodbroks söner emottaga underrättelsen om deras Faders död". Båda dessa verk imponerade på akademien och vid deras utställning belönades sedan "Kung Heimer och Aslög" med Kungliga medaljen. Därmed hade akademien möjlighet att ge Malmström resestipendium vilket också skedde 2 oktober då han fick ett ledigt sådant efter Uno Troili. Stipendiet tillsammans med flera tavelförsäljningar gjorde att han nu var ekonomiskt tryggad flera år framåt.

### Paris 1857–1859
1857 reste Malmström tillsammans med Mårten Eskil Winge till Paris. Winge var en god vän till Malmström och även han hade fått ett resestipendium. Förutom flitiga studier på museerna studerade de även hos Thomas Couture som hade ett grundmurat rykte som skicklig lärare och redan hade undervisat flera svenska elever. Couture hade 1856 utsetts till hedersledamot av den svenska konstakademien. Malmström återvände 1858 till Düsseldorf för att i samarbete med den norska målaren Hans Fredrik Gude fullborda "Vikingar på stranden" men reste snart tillbaka till Paris. Reglementet för resestipendiaterna föreskrev man att man skulle utföra en kopia av någon känd mästare. Valet föll på Tizians tavla "Christi törnekröning", detta då Tizians andra mer kända verk redan var ständigt upptagna, i några fall för flera år.

### Italien 1859–1860
I anvisningarna till de båda resestipendiaterna hade akademien förordat att efter ett års vistelse i Paris skulle de företa en resa till Italien. Först efter två år i Paris begav sig Winge och Malmström i slutet av 1859 iväg söderut. Till sin förtrytelse fick Malmström avslag på en ansökan att kopiera Rafaels arbeten i Vatikanen, istället utförde han några kopior av Rafael och Tizian i Palazzo Borghese.

### Paris 1860–1863

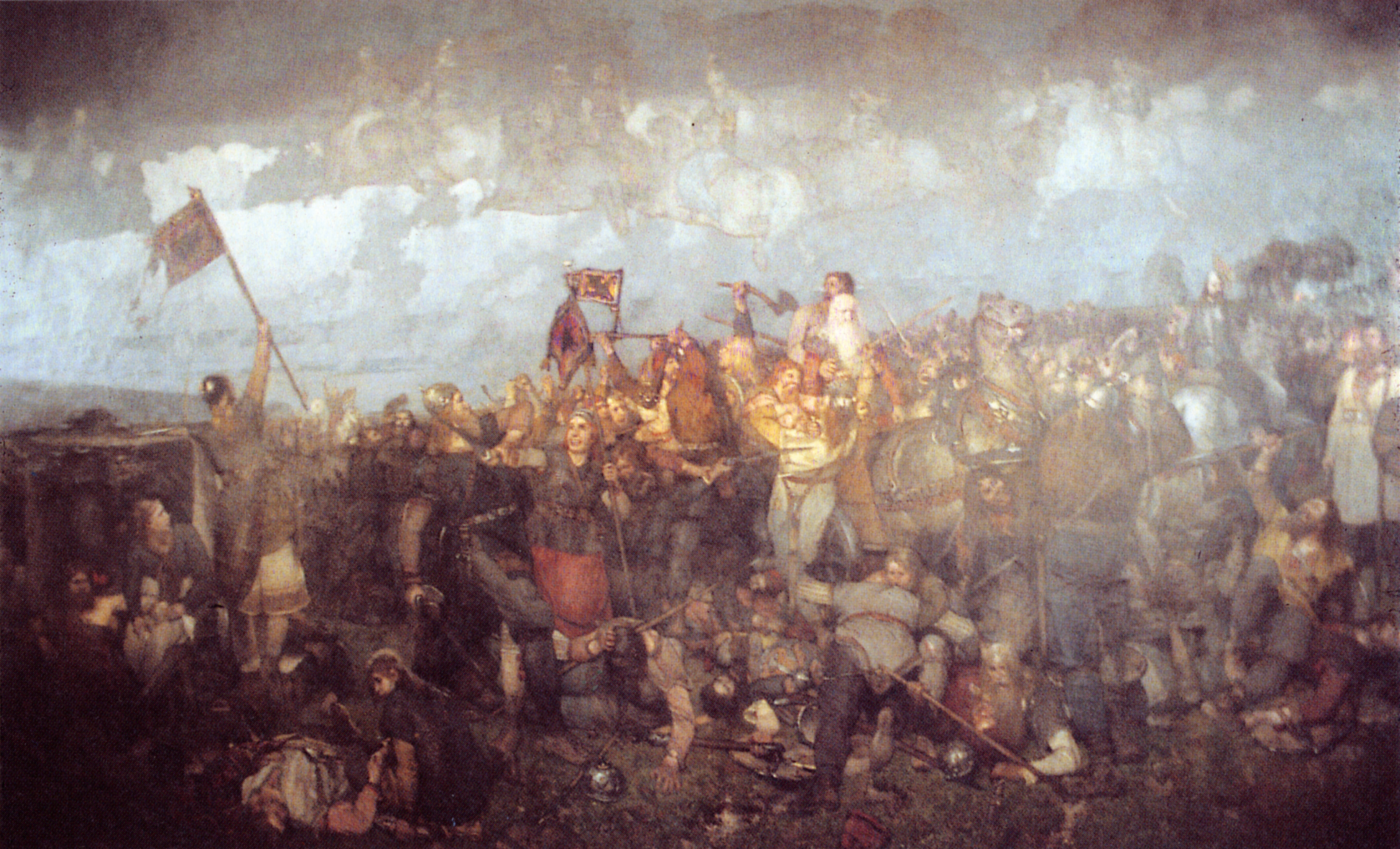
Bråvallaslaget (cirka 1867–1901), Malmströms ofullbordade målning i monumentalformat som han arbetade på i 34 år.

När Malmström återvände till Paris 1860, hyrde han en egen ateljé på Rue de la Bienfaisance no 48. Inspirerad av det han sett i Rom började han där arbeta på en bataljmålning i monumentalformat (280 × 530 cm), kallad Bråvallaslaget. Arbetet kom att bli mycket tidskrävande. Trots att han under en tid inte hade sänt hem några verk till akademien var de tydligen nöjda med hans framsteg, och i maj 1861 utsågs han till agré. I augusti 1862 förlängde de hans resestipendium, men detta först efter en längre debatt på akademien. Dels hade Malmströms ansökan hade kommit in för sent och dels han hade han inte skickat in något verk till akademien som reglementet föreskrev. Efter två års arbete med Bråvallaslaget var Malmström missnöjd med målningen, bland annat perspektivet i bilden och att han hade varit tvungen att skarva duken på längden. I ett anfall av missmod genomborrade han Starkodders ansikte med palettkniven. Han beslutade att lägga ner projektet oavslutat.

### Italien 1863
Sommaren 1863 lämnade Malmström Paris för ett nytt besök i Italien för att studera konsten där. Han besökte museer, kopierade klassiska verk och besökte utställningar. Som tidigare var det den äldre klassiska konsten som han fascinerades över. I ett brev konstaterade han uppgivet att "vi som kalla oss artister hvilka små insekter äro icke vi vid sidan af dessa jättar!". Däremot hade han ingen förståelse för den moderna italienska konsten: "Den är hvad måleriet angår, på en så låg ståndpunkt, att det möjligen skulle vara värdigt ett land som aldrig haft några anor i denna rigtning."
Besöket varade ungefär ett halvår och i januari 1864 återkom han till Sverige efter sju års utlandsvistelse.

### Stockholm 1864–1901

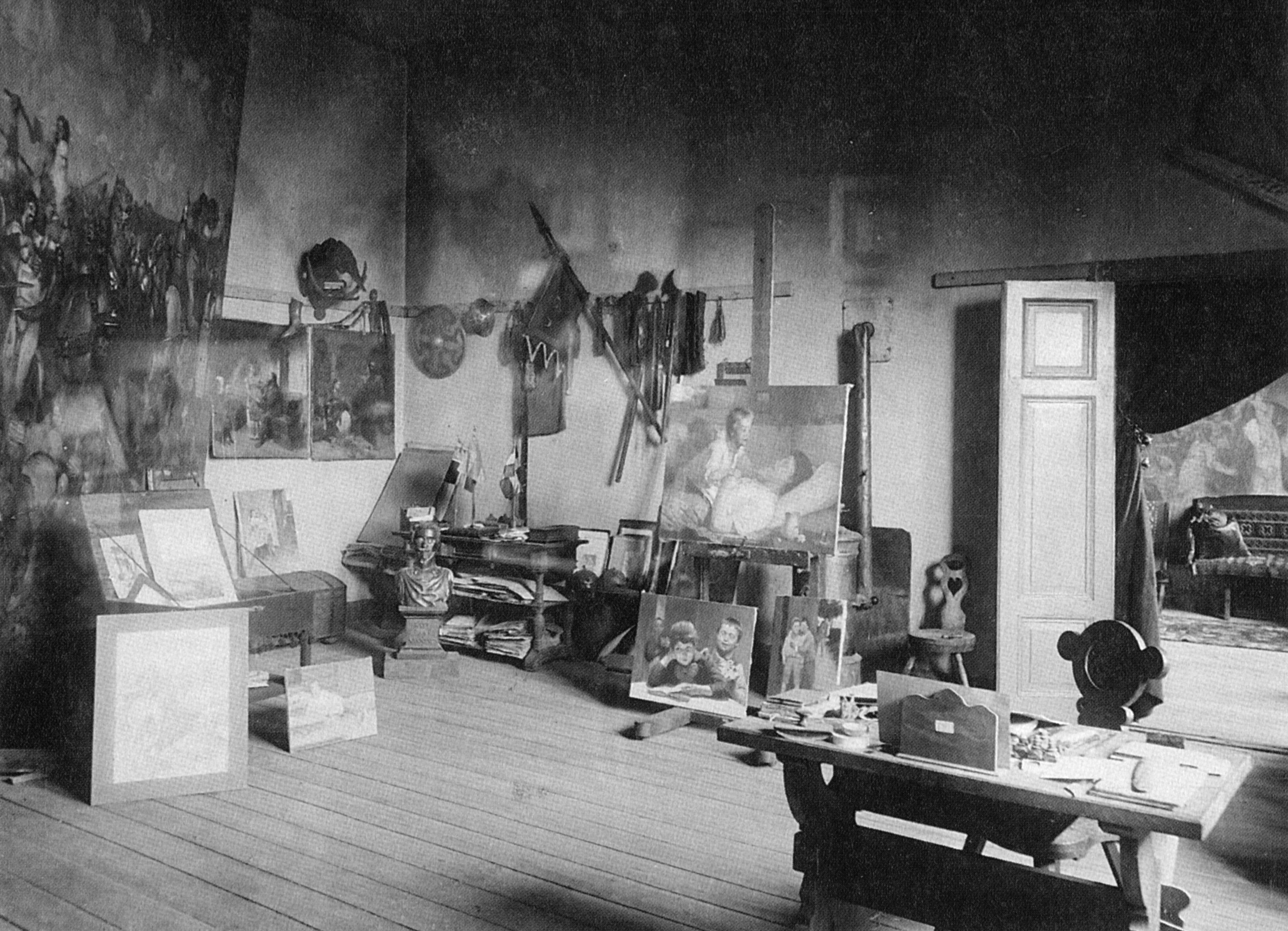
Malmströms ateljé i Stockholm.

Strax efter hemkomsten till Stockholm beslöt sig Malmström att hyra en egen ateljé. Han fann en stor sådan med innanförliggande boningsrum på Näckströmsgatan 3. Ateljévåningen kom att bli hans arbetsplats och bostad livet ut. Den kom snart även att bli en populär samlingsplats i konstkretsarna.
Förutom ateljén i Stockholm skaffade han även en reträttplats i Rotebro, några mil utanför Stockholm. Han bodde på vinden i gästgivargården som han kallade sitt "palats". Där tillbringade han somrarna, varvid han målade studier som sedan användes under vinterhalvårets arbete i ateljén.
Rätt omgående efter ankomsten till Stockholm började Malmström att måla på en ny version av Bråvallaslaget, denna gång i ännu större format, 380 × 625 cm. Denna nya målning skulle komma att få ett ännu egendomligare öde än den första då Malmström till och från arbetade på den ända till sin död, det vill säga i 34 år. Den blev aldrig fullbordad men trots det var det ändå en av den tidens mest kända verk på grund av alla skriverier i pressen.
Efter hemkomsten från studieresorna började Malmström ställa ut sina verk flitigt och blev snabbt ett etablerat namn inom den svenska konstvärlden. Ett konstnärligt genombrott var när han ställde ut fem verk på den skandinaviska konstexpositionen i Stockholm 1866. Flera av dessa verk väckte stor uppmärksamhet och kommenterades flitigt i pressen.
Parallellt med sin konstnärsgärning hann Malmström odla ett omfattande umgänge med en stor del av dåtidens intellektuella elit. Bland annat blev han god vän med Karl XV. Kungen beställde målningar av Malmström och de samarbetade också på ett flertal tavlor. Oftast skissade Malmström kompositionen varefter kungen målade landskapet och Malmström slutligen figurerna. Malmström var även aktiv i flera av konstnärssammanslutningar. Han var ordförande i Svenska konstnärernas förening och medlem av Konstnärsförbundet. Han var ledamot av Svenska fornminnesföreningens styrelse från dess stiftande 1869.

Sommaren 1901 reste Malmström trots sviktande hälsa till sin sommarateljé i Rotebro. Snart efter framkomsten avled han den 18 oktober. Han är begravd på Solna kyrkogård. Till Nordiska museet testamenterade han omkring 650 akvareller och teckningar, och dessutom 26 skissböcker. Han gifte sig aldrig och fick inga barn.

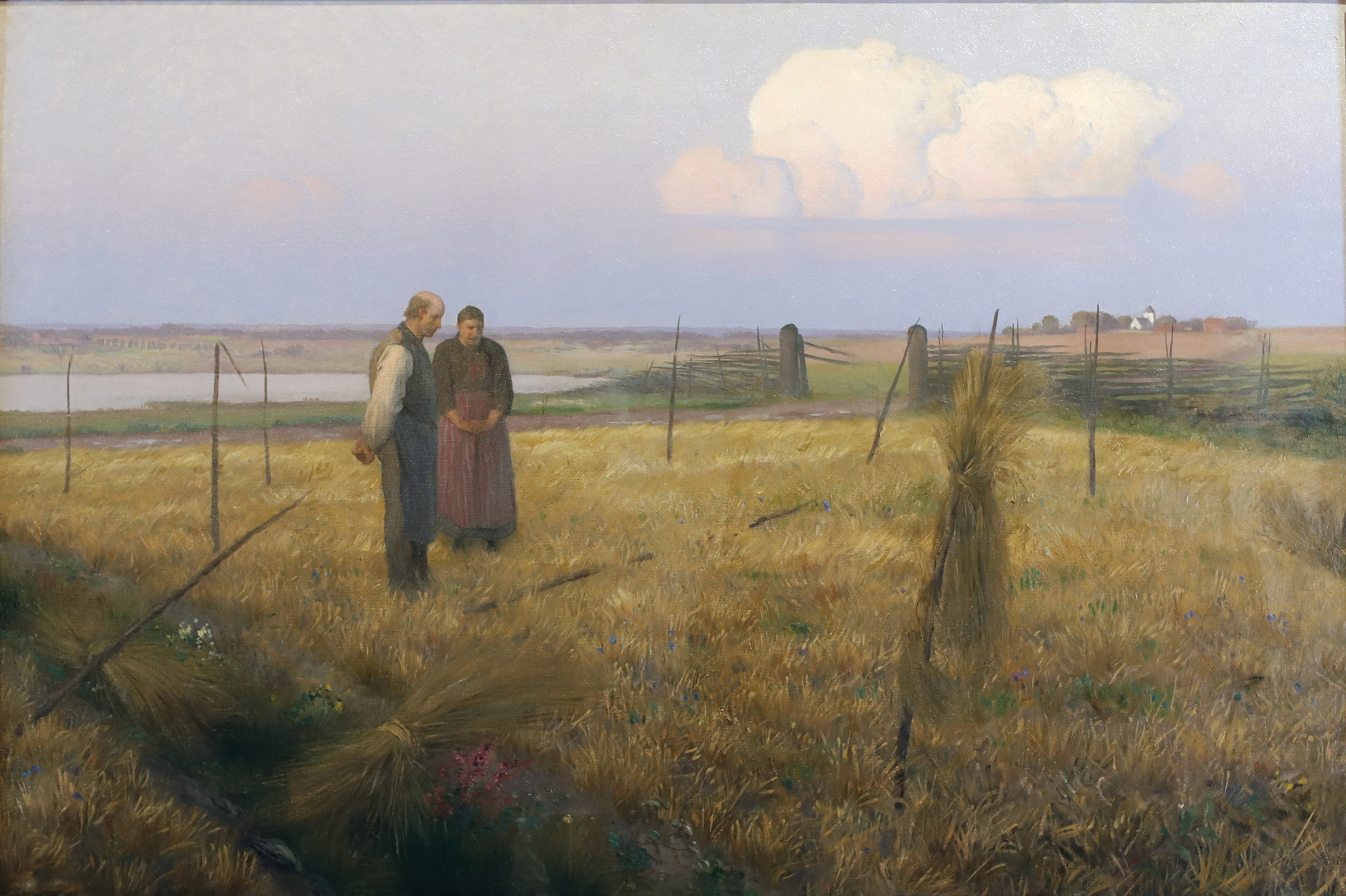
Svikna förhoppningar kan vara Malmströms sista enligt katalogen från Konstnärshuset 1902.

### Karriären på Konstakademien
Malmströms karriär på konstakademien gick snabbt uppåt. Redan under studietiden i Paris hade han blivit agré. Samma år som han kom tillbaka till Stockholm blev han ledamot av Konstakademien och 1867 professor där. Malmström, som fick smeknamnet Kulan, var en uppskattad lärare. Den norska målaren Wilhelm Peters har skrivit om den goda stämningen som rådde under lektionerna och de skämtsamma incidenterna som tydligen var vanliga.
Men det fanns även kritiska röster mot hans undervisning. Georg Pauli skrev följande:
| ” | August Malmström; den enda av dem alla som skulle kunna ha givit oss fruktbärande undervisning i koloritens och valörernas hemlighet, om han begagnat ett något så när begripligt språk vid lektionerna. Än skulle man "åka över", än ta en "körare" o.s.v., och när eleven blygt frågade om meningen med dessa hippologiska termer fick man en förklaring, som gjorde dunklet ännu mörkare. | „ |

Malmström var Konstakademiens läroverks direktör 1887–1893. År 1894 tog han avsked från sin professur.

## Verk

### Illustrationer
Malmström hade redan under studietiden hade haft några illustrationsuppdrag. Strax efter återkomsten till Sverige 1864 återupptog han denna verksamhet. Han utförde teckningar till Esaias Tegnérs "Frithiofs saga" (1868). För en ny upplaga av dikten utförde han 1888 fjorton oljemålningar. 1880 utkom "Sagan om Ragnar Lodbrok och hans söner" av Peter August Gödecke, med illustrationer av Malmström, och 1883 "Fänrik Ståls sägner" av Runeberg. 1895 illustrerade han Runebergs "Graven i Perrho" i oljemålningar och tuschlavyrer, och vid Malmströms död förelåg illustrationsmaterialet till ”Njáls saga" (19 oljemålningar och många teckningar). Malmström lämnade dessutom teckningar till "Ny illustrerad tidning", till sagor av Peter Christen Asbjörnsen och Zacharias Topelius och flera andra böcker.
Malmström arbetade lika metodiskt och noggrant med sina illustrationer som med målningarna. I slutordet av Fänrik Ståls sägner beskriver han de årslånga studier och forskningar som legat till grund för hans arbete. Han gick igenom olika offentliga och privata arkiv, gjorde studieresor i Finland där han besökte olika orter och platser med anknytning till verket, studerade finsk natur och besökte Runebergs hem. Han annonserade också i pressen efter "personer som kunna meddela teckningar, fotografier m.m. d. af. drägter och personligheter, som belysa ifrågvarande skaldeverk".

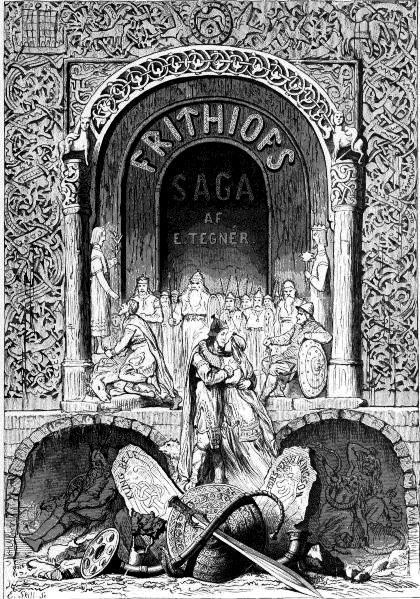
Titelsida till Frithiofs saga, utgiven 1868 av P. A. Norstedt & Söner.
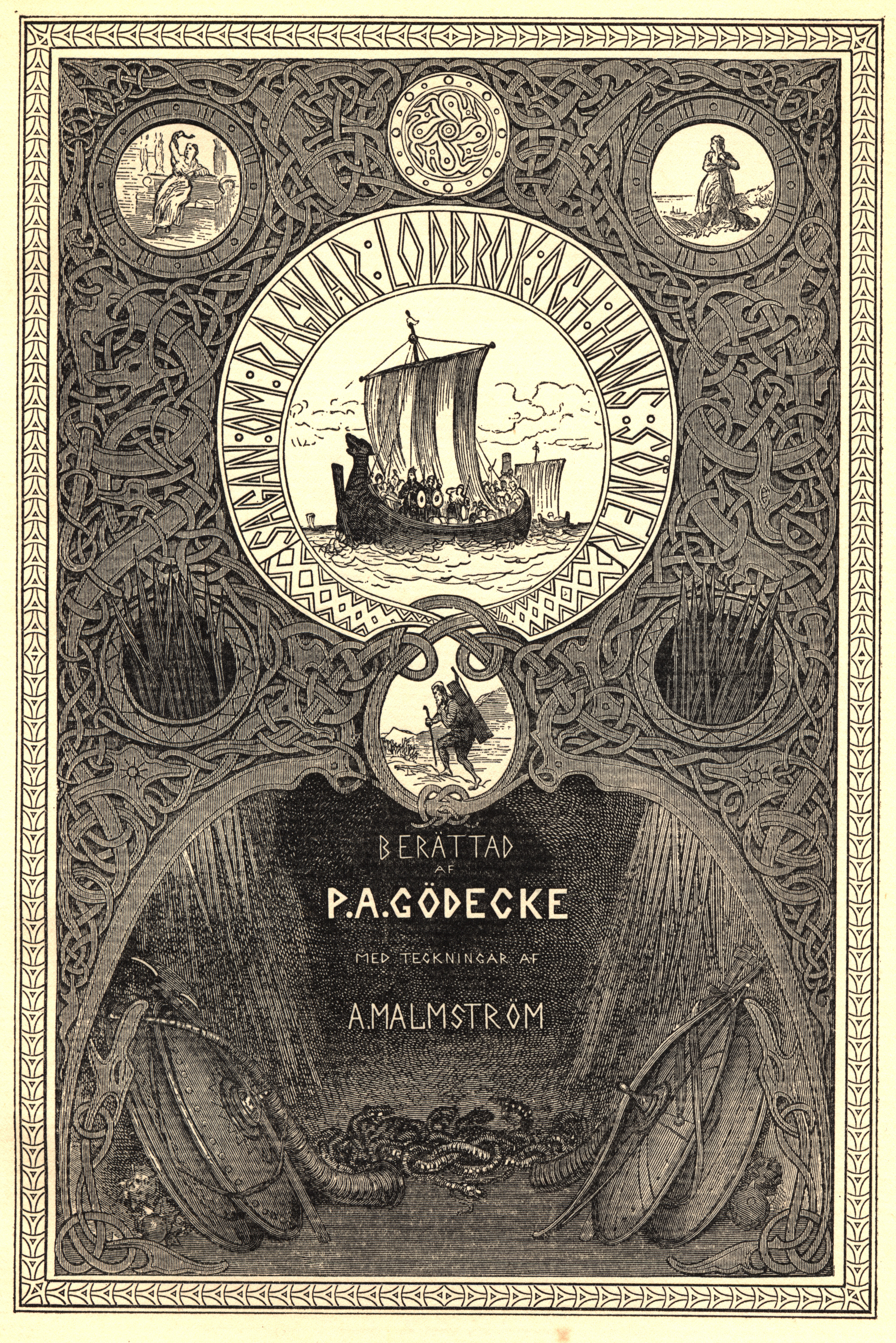
Titelbladet till Sagan om Ragnar Lodbrok och hans söner. 1880
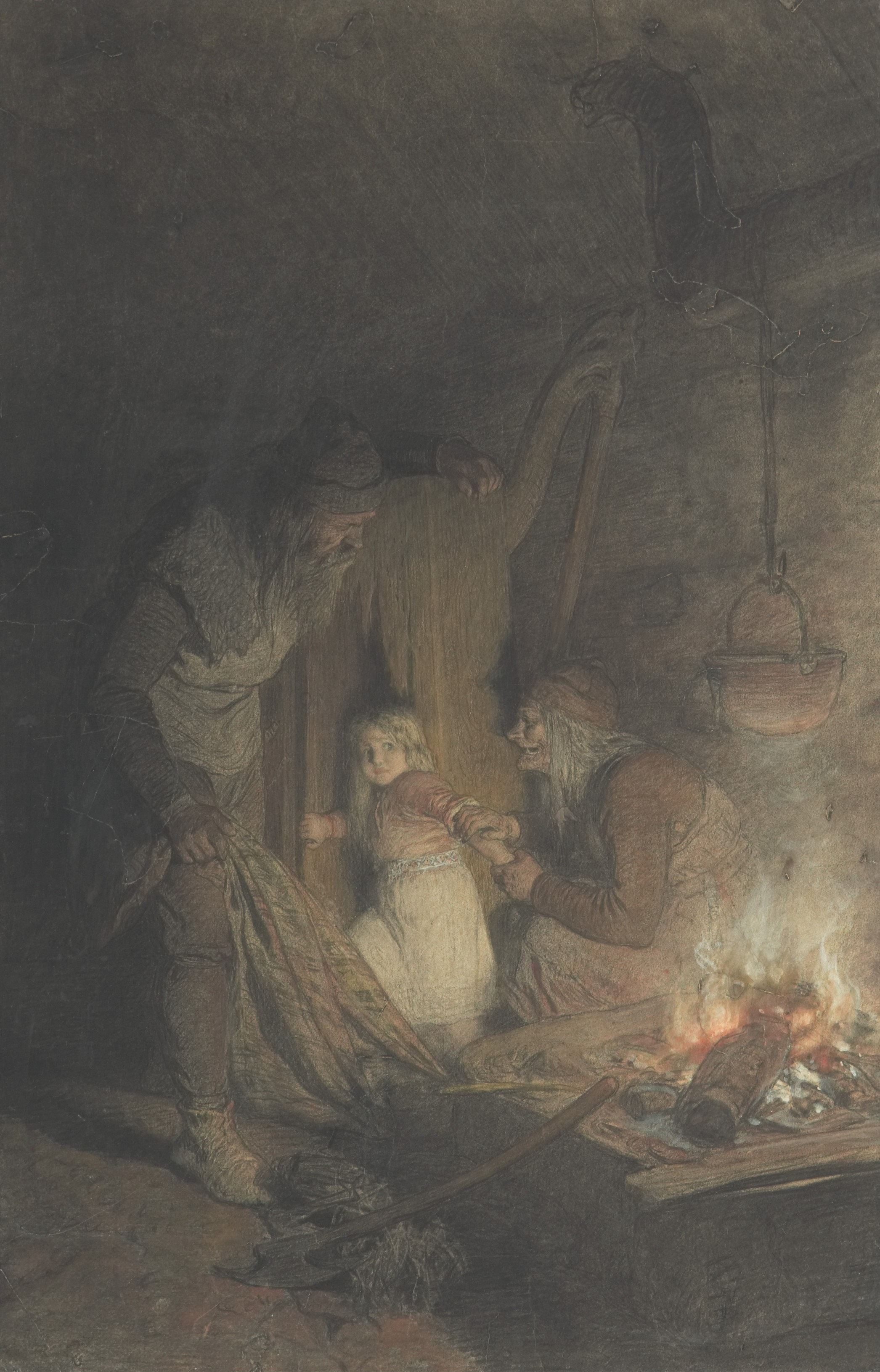
"Åke och Grima finner Aslög", förlagan till illustration från Sagan om Ragnar Lodbrok och hans söner. 1880.
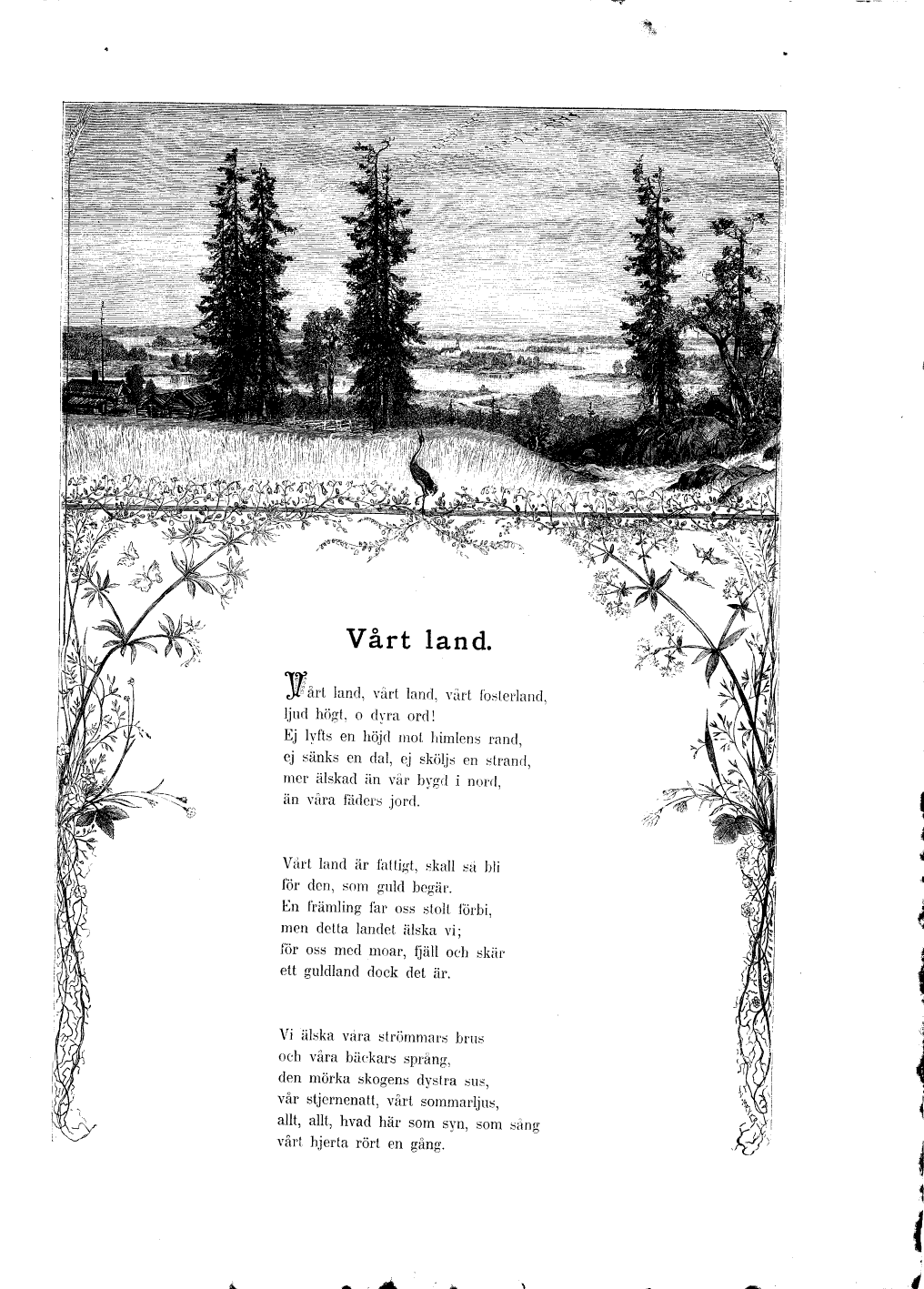
En sida ur Fänrik Ståls sägner, utgiven 1883 av F. & G. Beijers förlag.

### Fornnordiska motiv
Malmströms intresse för historia hade redan grundlagts i barndomen av hans mor. Vid vuxen ålder deltog han i en rad historiskt inriktade sällskap. Bland annat var han med om bildandet av Svenska fornminnesföreningen 1869. Konstverk med motiv från den nordiska mytologin och de gamla hjältesagorna behandlades av den samtida kritiken som en del av historiemåleriet. De fornnordiska motiven intar en central plats i Malmströms produktion. Ett tiotal sådana verk tillkom under hans elevtid utomlands. Efter hemkomsten skedde en omorientering i hans konstnärskap. Han fortsatte visserligen att måla fornnordiska motiv men de var oftast variationer av hans tidigare verk. Istället började han ägna mer tid åt andra motivkretsar. Detta var han dock inte ensam om, en genomgående trend i hela konstvärlden var att historiemåleriet förlorade terräng mot genremåleriet. 1880 gav Konstakademien för sista gången ett fornnordiskt motiv som tävlingsämne. Det är ett av många tecken på att den typen av motiv hade börjat förlora sin dragningskraft.

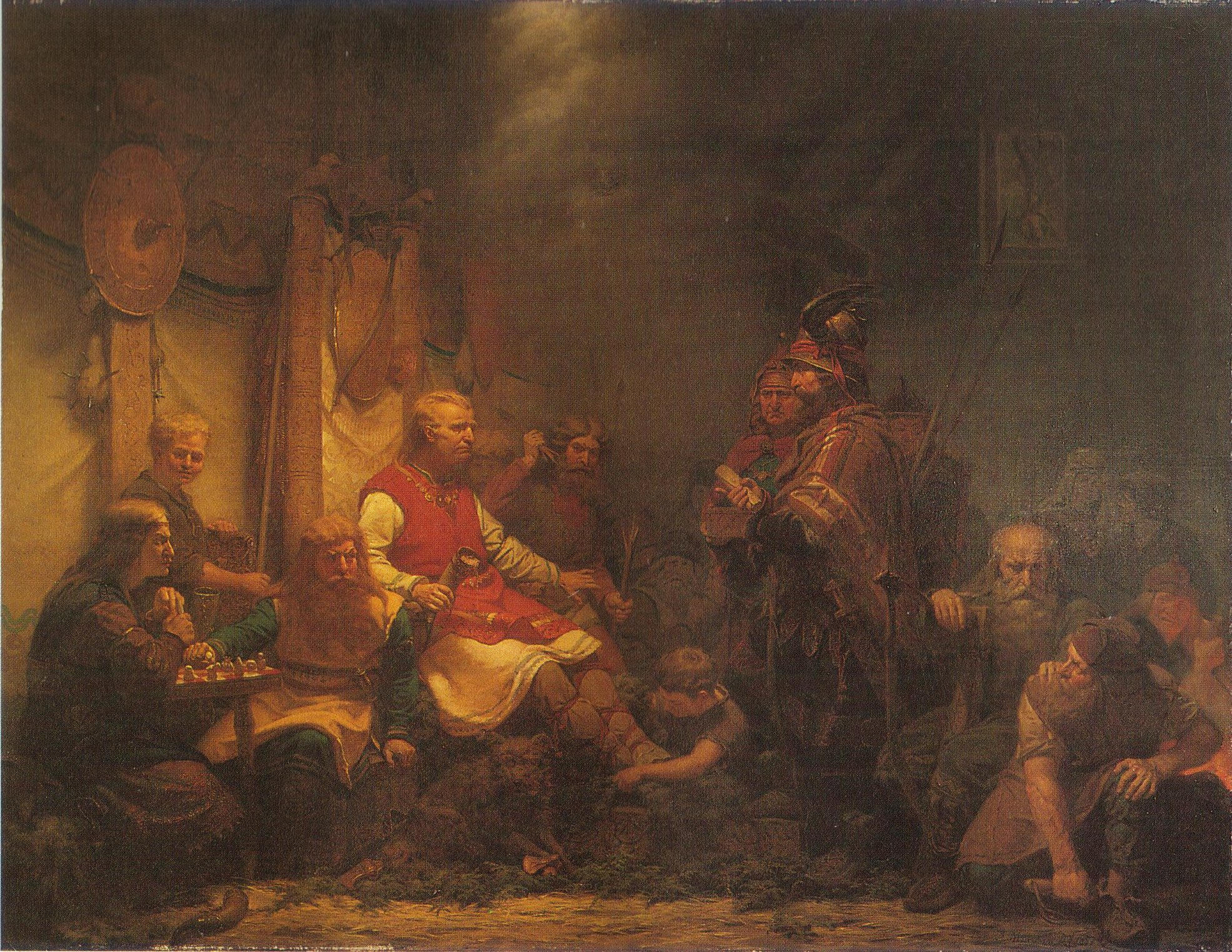
Konung Ellas sändebud inför Ragnar Lodbroks söner (1857)
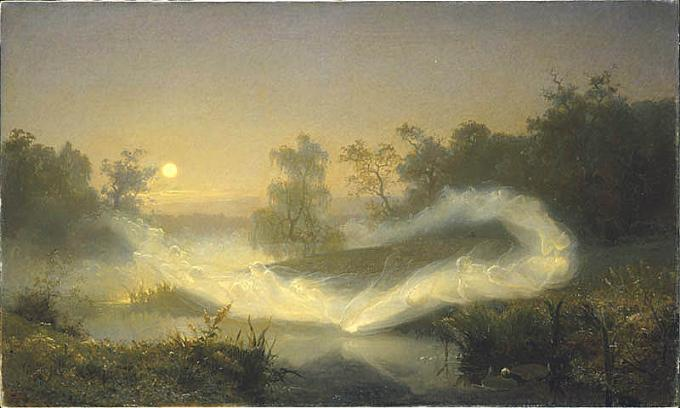
Älvalek (1866)
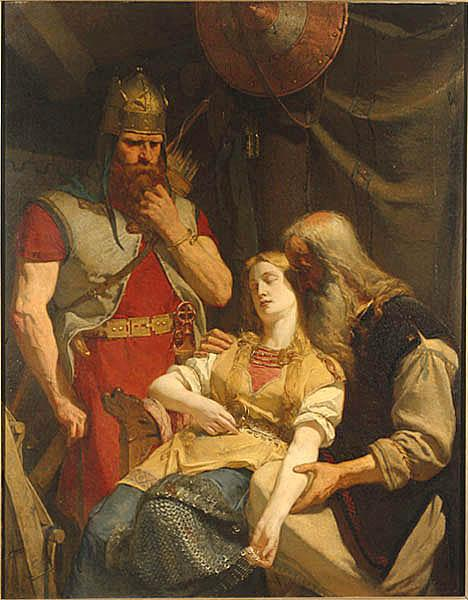
Ingeborg mottager av Orvar Odd underrättelsen om Hjalmars död (1859)
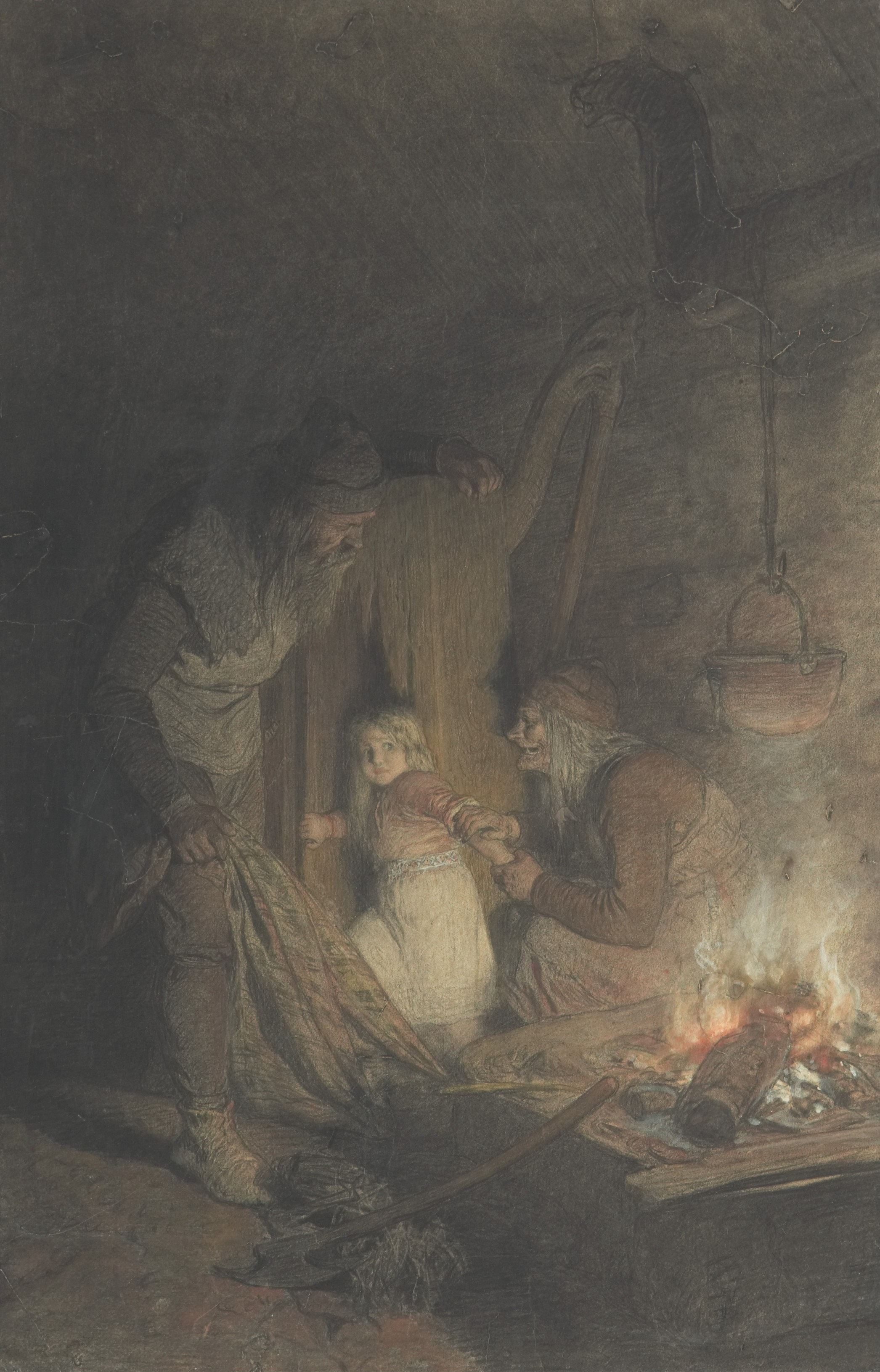
Åke och Grima finner Aslög, kol och krita på papper. Förlaga till illustrationen i "Sagan om Ragnar Lodbrok och hans söner", utkommen 1880.
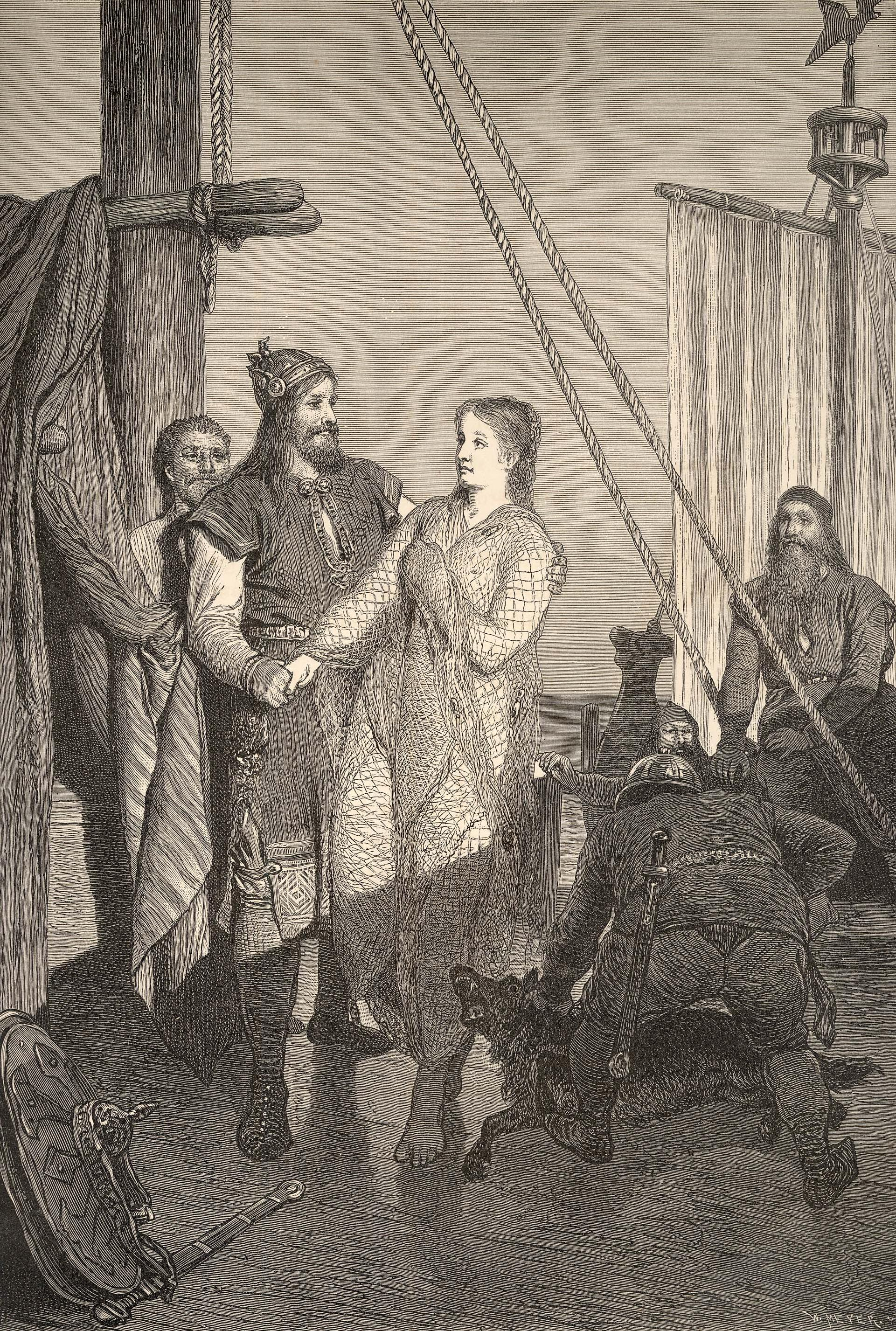
Ragnar Lodbrok och Kraka, originalmålning av August Malmström, xylografi av Wilhelm Meyer. Från boken "Sagan om Ragnar Lodbrok och hans söner" av P. A. Gödecke, Norstedts, Stockholm, 1880.

### Barnmotiv

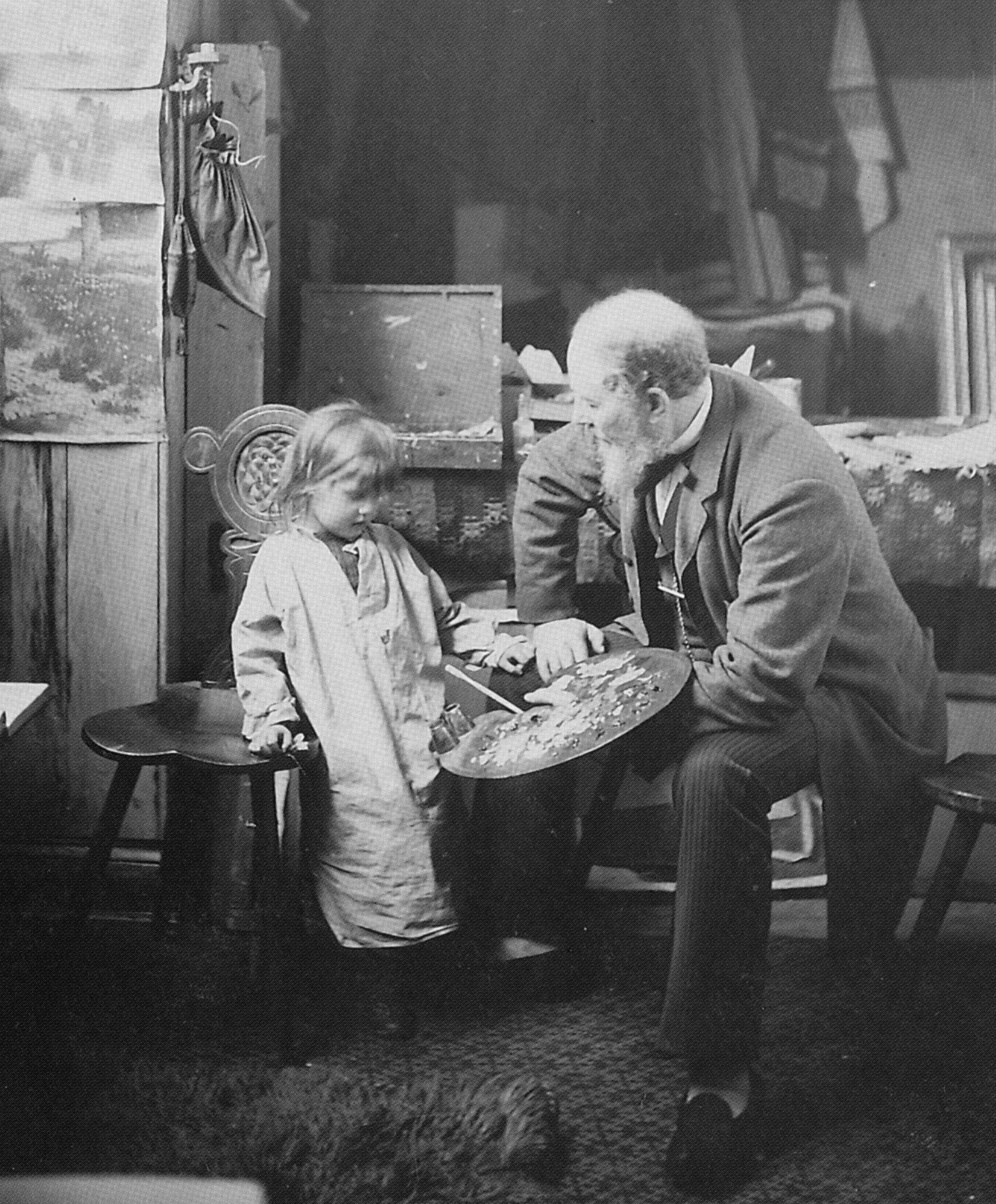
Malmström i sin ateljé med en av sina barnmodeller.

I Malmströms produktion utgör barnmotiven en viktig del. Framför allt är de ett dominerande inslag i hans genremåleri, men förekommer även i bokillustrationer och som bimotiv i hans historiemåleri. Bland hans verk är ungefär 40 olika oljemålningar med barnmotiv kända. Till det kommer en mängd skisser, repliker, teckningar, xylografier och litografier. Dessa motiv spreds via de stora familjetidskrifterna, de återgavs bland annat i Ny Illustrerad Tidning, Svenska Familj-Journalen och Svea. I de många jultidningar som startades mot sekelslutet återkom motiven som litografier. På dessa vägar nådde de ett större antal människor som kunde spara eller rama in bilderna.
Förutom marknadskrafterna tycks Malmströms personlighet ha spelat en stor roll för hans motivval, han var en stor barnvän och hade alltid barnasinnet kvar. Konstnärinnan Anna Cramér som kände honom väl, skrev följande rader om honom i samband med hans bortgång 1901:
| ” | Åsynen af ett barn förfelade aldrig att stämma honom glad och harmonisk; den hade samma verkan som anblicken af en vänligt räckt blomma: han sken upp. Att stå modell åt honom kunde för barnen aldrig bli annat än ett nöje, liksom det var en heder. Ty innan tröttheten inställt sig, snurrade han om med dem i munter lek; skorpor, äpplen och annat godt duggade ock för att hålla dem vid godt mod. (..) När hösten kom, var under flera år stor fest å Rotebro på gästgifvaregårdens rymliga vind, hvilken för Malmströms räkning var omdanad till atelier. Han lät nämligen då ställa till ett middagskalas för samtliga »Kajsor» och »Kalle Petterssöner»: åt alla sina modeller gaf han nämligen ettdera af dessa båda namn. (..) Själf var han midt ibland sina gäster och försummade sig hvarken i »väfva vallmar» eller i polskan eller i någon af de öfriga lekarna. | „ |

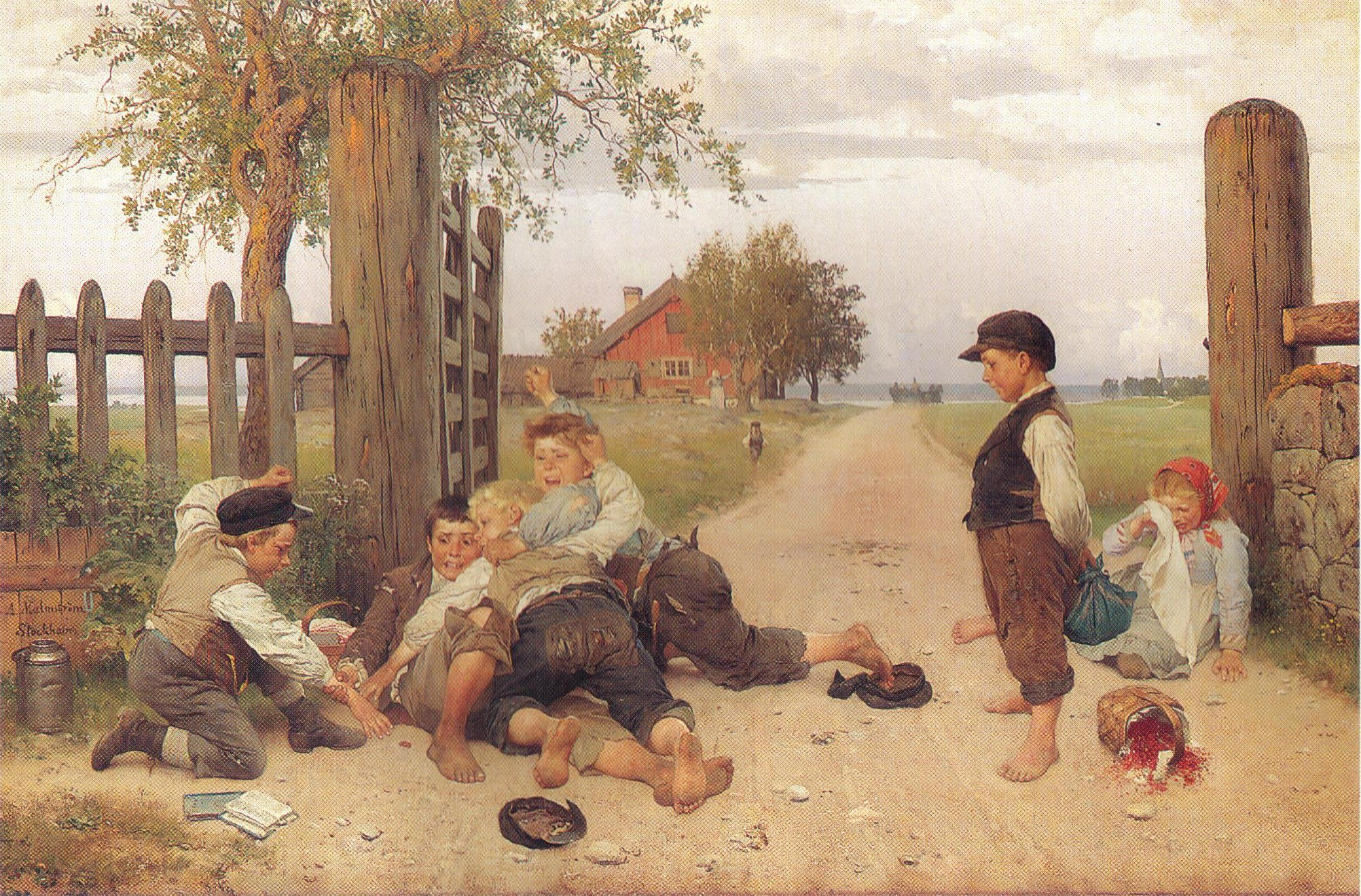
Grindslanten (1885) är August Malmströms mest kända målning.
Sista paret ut, var den första målningen med barnmotiv som Malmström ställde ut, år 1865.[42]
Skvallerbyttan, den enda av Malmströms målningar som Nationalmuseum köpte in under hans livstid.[43]
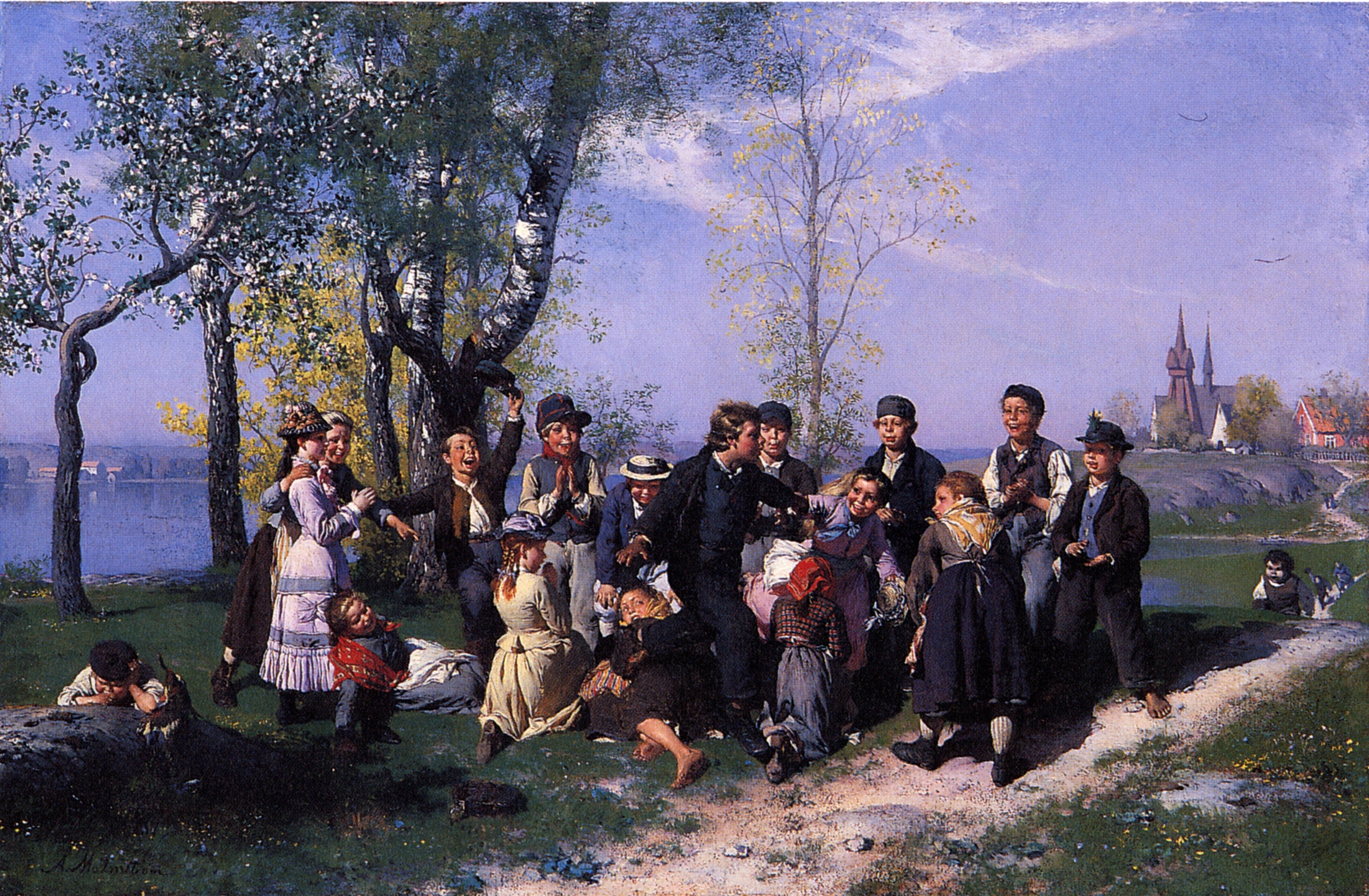
Väva vadmal
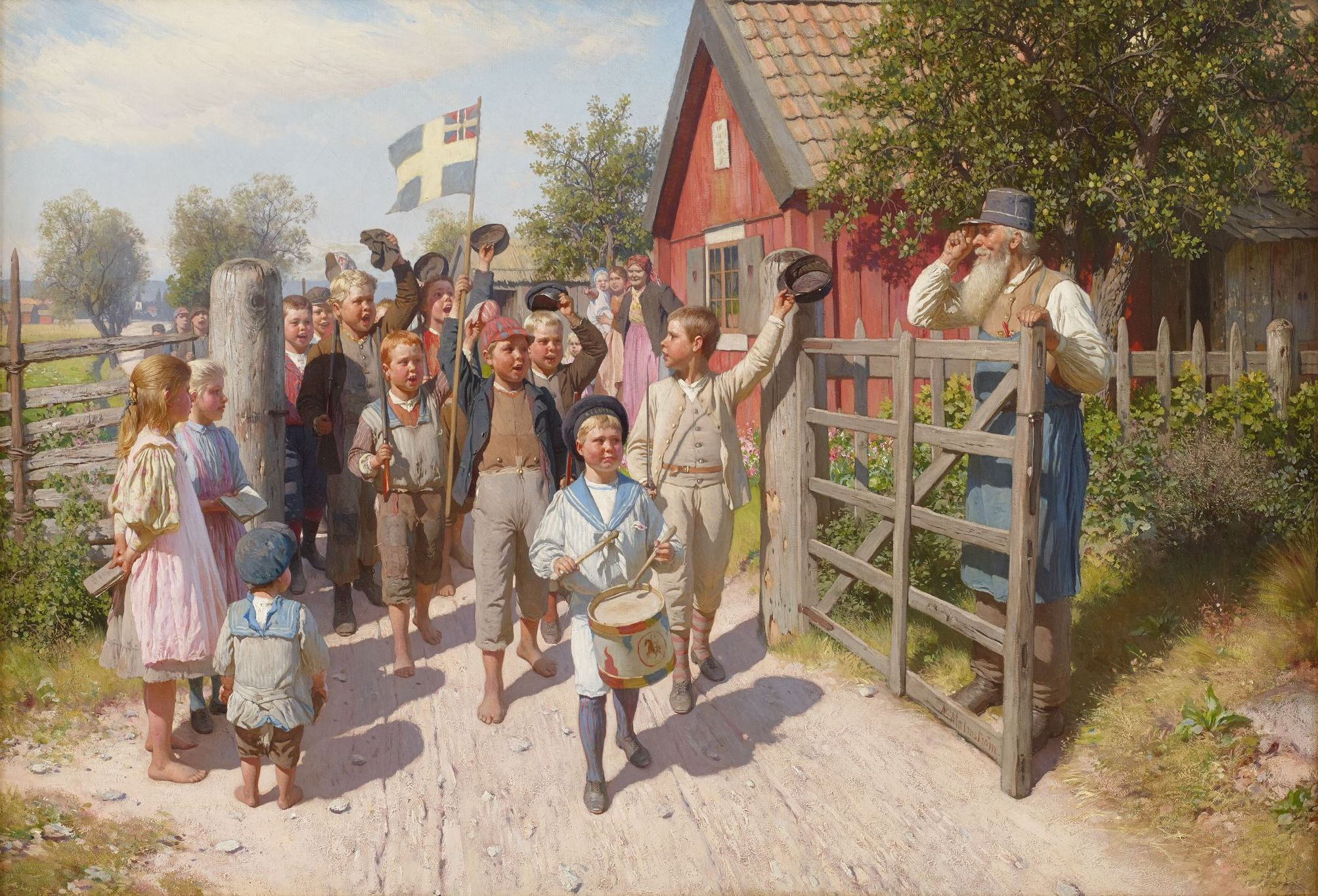
Det gamla och det unga Sverige

### Övriga verk
Bland hans övriga verk kan nämnas både historiska motiv och landskapsmålningar. Mamström var en utmärkt akvarellist. Den största samlingen av hans akvareller, mestadels med motiv från svensk natur, finns i Nordiska museets samlingar. Förutom målningar och teckningar utförde Malmström även inredningsförslag och designade möbler i fornnordisk stil. 1868 rekryterade Gustavsbergs porslinfabrik arkitekt Magnus Isæus och professor August Malmström för att få konstnärlig kompetens till företaget. Båda skapade serviser i fornnordisk stil.

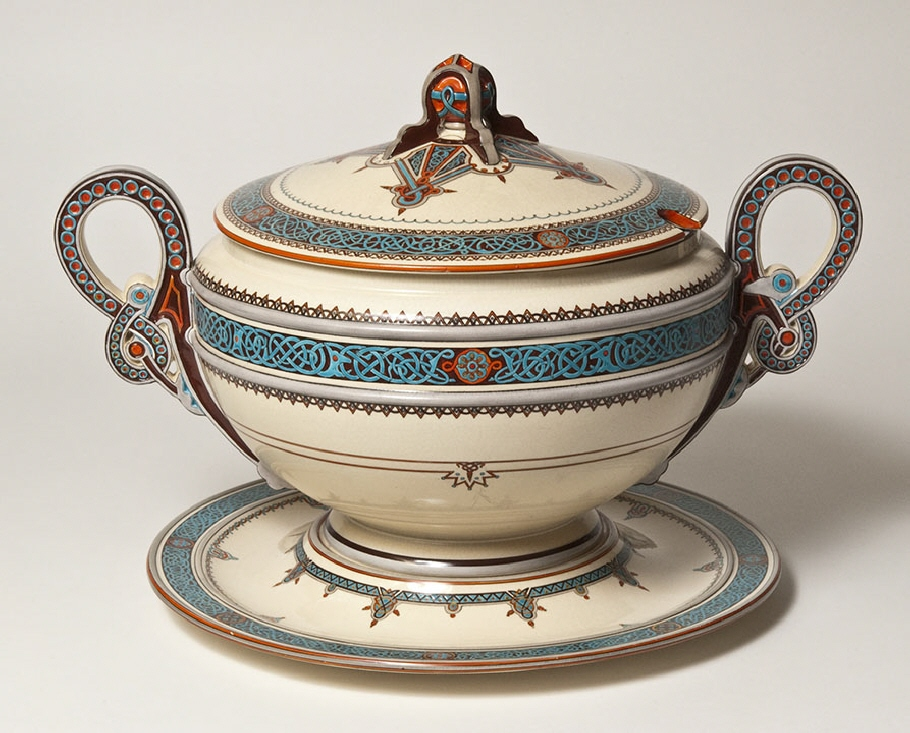
Terrin, formgivning gjord för Gustavsbergs porslinfabrik
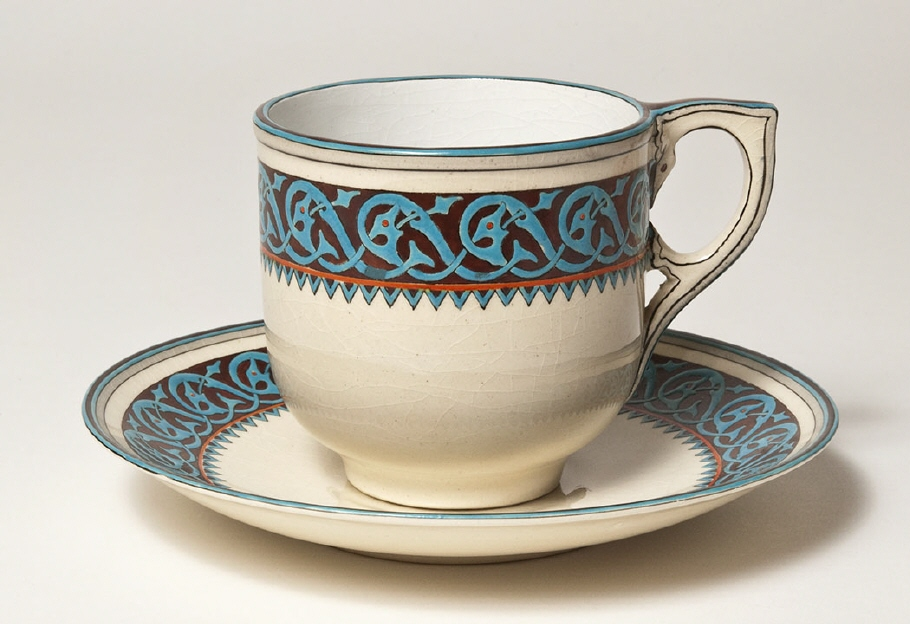
Tekopp, formgivning gjord för Gustavsbergs porslinfabrik

## Eftermäle
Malmström var en konstnär av den gamla traditionella skolan. Han hade en mycket kritisk syn på de nya stilar som kom inom konsten och beklagade sig över alla "slarfviga och suddiga figurmålningar gjorda efter vissa receptier". Redan i hans samtid ansåg många att han var en konstnär av det förgångna. Tidningen Kalmar skriver till exempel i samband med hans död 1901, att han var "den sista representanten för Karl XV:s glada konstnärsdagar". På grund av den ändrade konstsynen och impressionismens och modernismens intåg blev Malmström snart en förbisedd konstnär. Hans konst har lockat få uttolkare och det har varit få utställningar med hans verk.
Dock har synen på hans konstnärskap sakta förändrats de senaste decennierna. Den kända konsthistorikern Albert Boime kallar en av Malmströms målningar med fornnordiskt motiv för "anmärkningsvärd" och anser att dennes målningar med barnmotiv "har en luftig, nästan magisk kvalitet". Malmström är representerad vid bland annat Göteborgs konstmuseum, Nationalmuseum, Stockholm, Nordiska museet, Norrköpings konstmuseum och Kalmar konstmuseum.

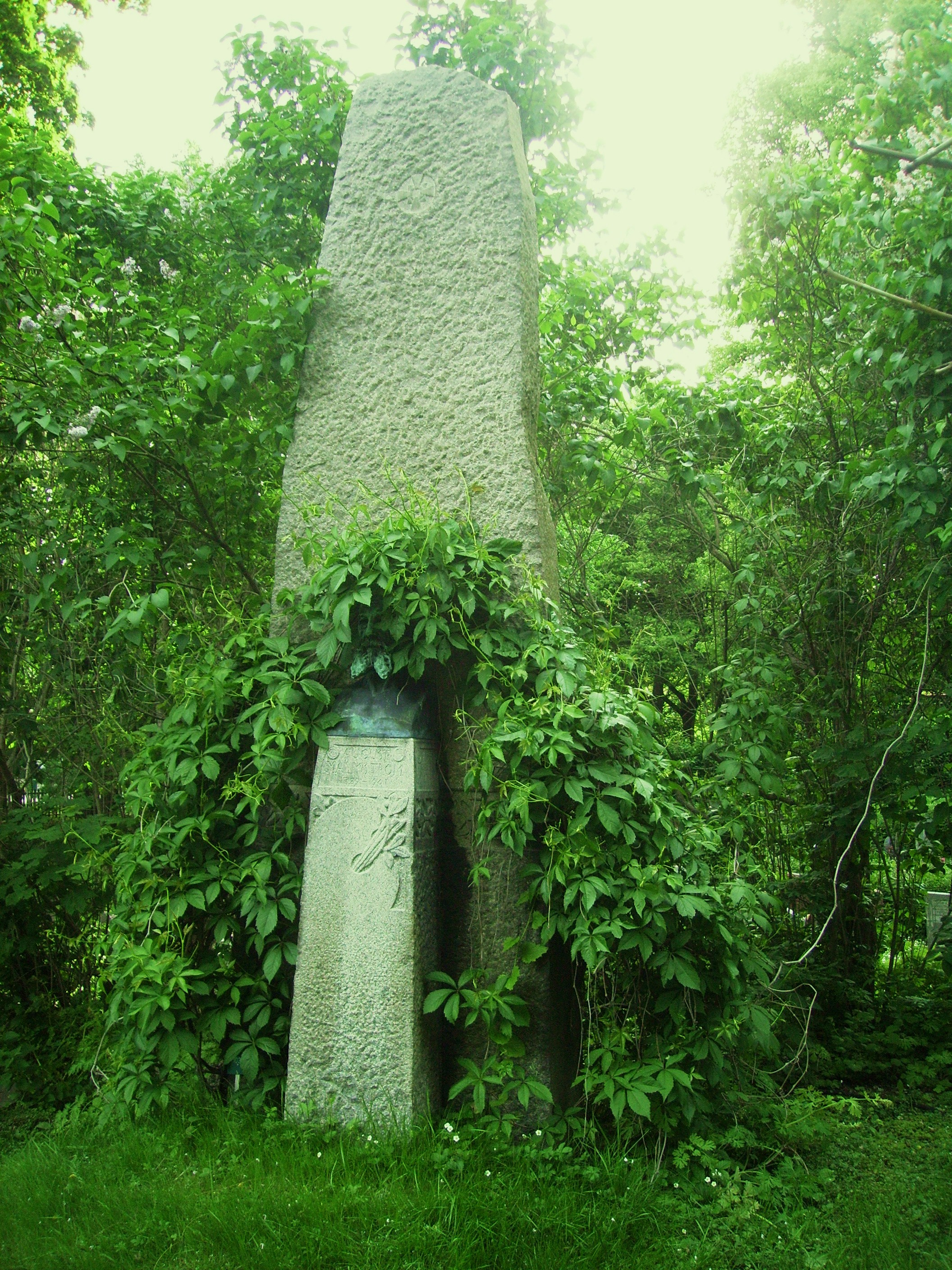
August Malmströms gravvård på Solna kyrkogård
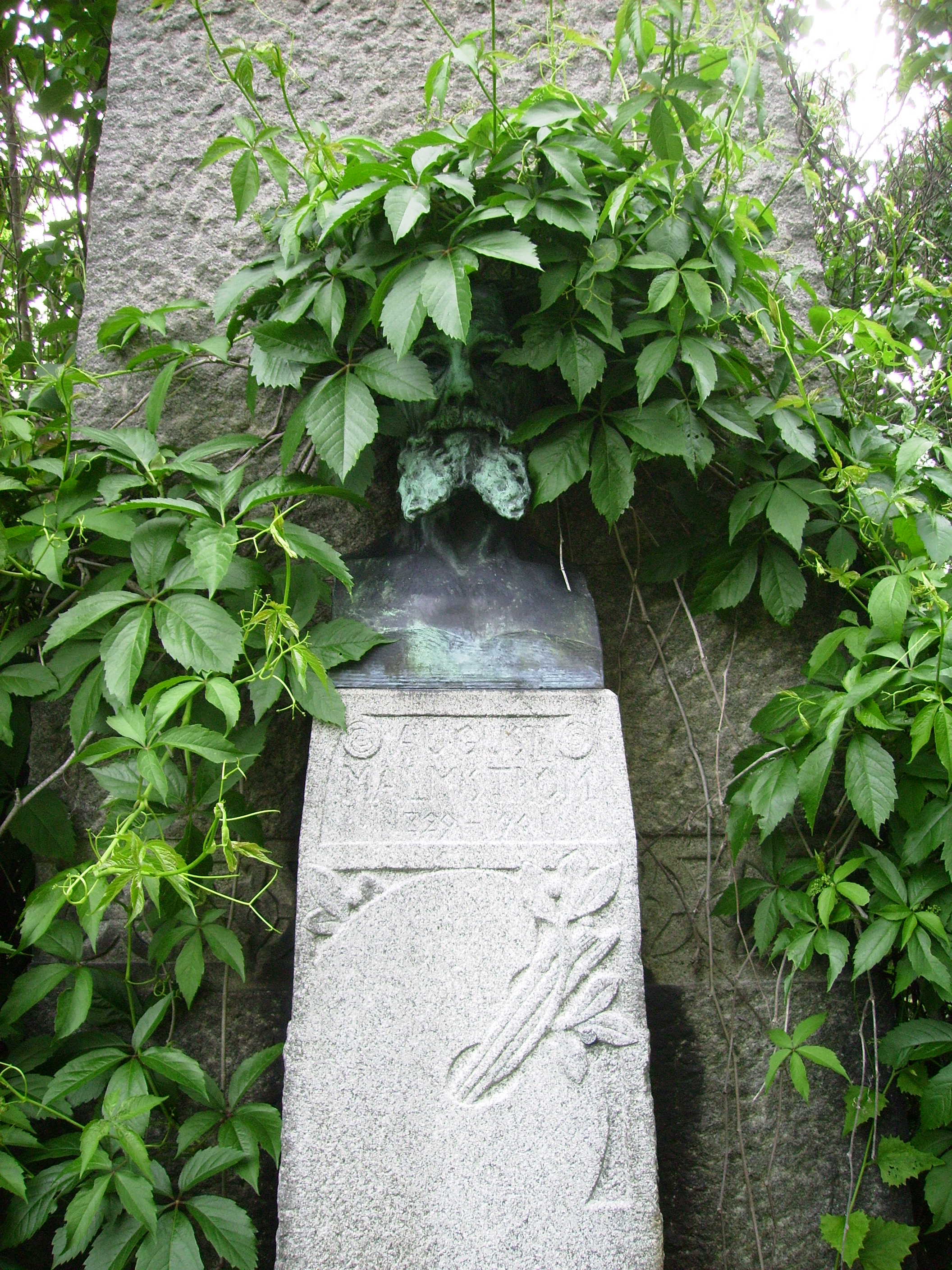
Hans byst sitter på pelaren